# Those Once Loyal
Those Once Loyal is een muziekalbum van de Britse deathmetalband Bolt Thrower. Het verscheen op 14 november 2005. Het album werd opgenomen en gemixt in de Sable Rose Studios in Coventry in Engeland. Het werd geproduceerd door de band en Andy Faulkner.

## Tracklijst
1. "At First Light"
2. "Entrenched"
3. "The Killchain"
4. "Granite Wall"
5. "Those Once Loyal"
6. "Anti-Tank (Dead Armour)"
7. "Last Stand Of Humanity"
8. "Salvo"
9. "When Cannons Fade"
10. "A Symbol Of Eight" ¹

¹ Bonustrack op digipakuitgave.

## Artiesten en medewerkers
- Karl Willetts: zang
- Gavin Ward: gitaar
- Barry Thompson: gitaar
- Martin Kearns: drums
- Jo Bench: basgitaar
- Andy Faulkner: productie